# Ostřice latnatá
Ostřice latnatá (Carex paniculata, syn. Vignea paniculata), je druh jednoděložné rostliny z čeledi šáchorovité (Cyperaceae). Někdy je udávána také pod jménem tuřice latnatá.

## Popis
Jedná se o rostlinu dosahující výšky nejčastěji 40–100 cm. Je vytrvalá a vytváří výrazné trsy. Listy jsou střídavé, přisedlé, s listovými pochvami. Lodyha je trojhranná se žlábky, silně drsná, o málo delší než listy. Čepele listů jsou asi 3–7 mm široké, slabě žlábkovité, dosti tuhé. Pochvy dolních listů jsou bledě až černě hnědé, nerozpadavé na podélná vlákna, nevytváří se čupřina typická pro druh ostřice odchylná. Ostřice latnatá patří mezi stejnoklasé ostřice, všechny klásky vypadají víceméně stejně a někdy obsahují samčí i samičí květy. V dolní části klásku jsou samičí květy, v horní samčí. Většinou jsou však klásky trochu pohlavně rozlišeny, dolní mohou být pouze samičí, horní zase pouze samčí. Klásky jsou uspořádány do cca 5–15 cm dlouhého složeného květenství, lichoklasu s náznakem laty klásků. Dolní větévky se totiž větví, postranní větve jsou až 5 cm dlouhé, delší než u ostřice přioblé a ostřice odchylné. Okvětí chybí. V samčích květech jsou zpravidla 3 tyčinky. Čnělky jsou většinou 2. Plodem je mošnička, která je tmavě hnědá, nezřetelně žilnatá, lesklá, cca 2,5–3,5 mm dlouhá, na vrcholu zakončená křídlatým dvouzubým zobánkem. Každá mošnička je podepřená plevou, která je hnědá s výrazným suchomázdřitým lemem. Kvete nejčastěji v květnu až v červnu. Počet chromozómů: 2n=60, 62 nebo 64.

## Rozšíření
Ostřice latnatá roste na vhodných místech v Evropě, kromě jižní části, kde se vyskytuje jen málo. Také chybí v severní Skandinávii. Mapka rozšíření zde: .

## Rozšíření v Česku
V ČR se vyskytuje roztroušeně od nížin do hor. Jejím stanovištěm jsou hlavně břehy vod, mokřadní olšiny, slatinné louky, vápnitá luční prameniště.

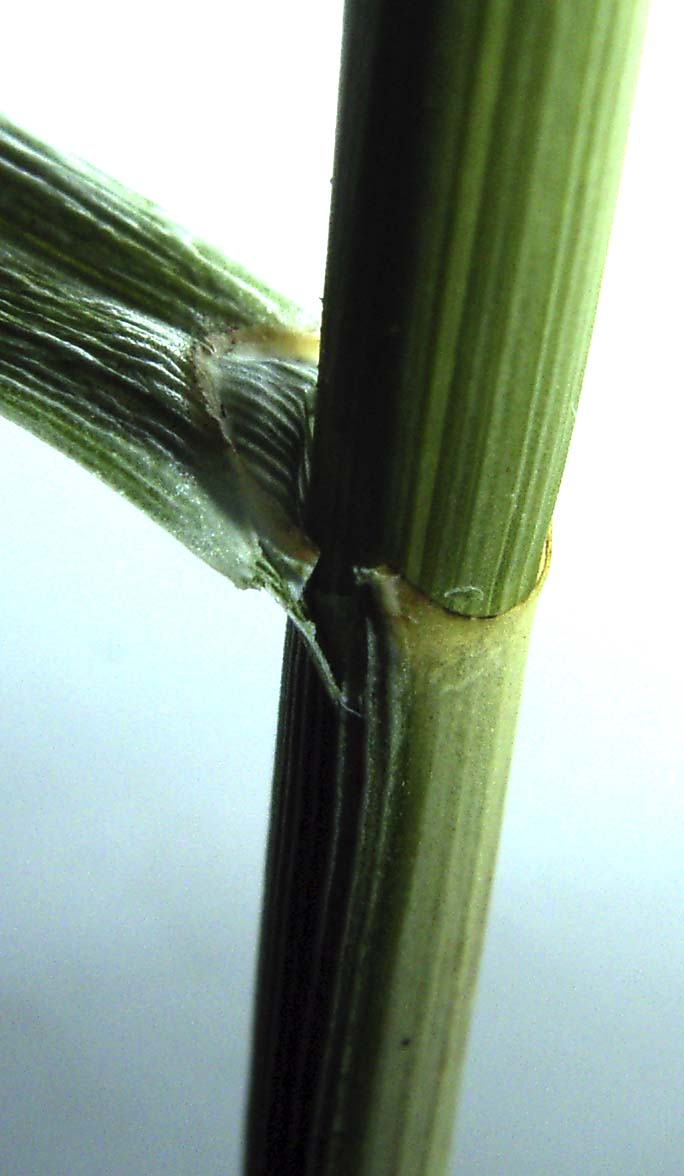
Báze listové čepele s jazýčkem
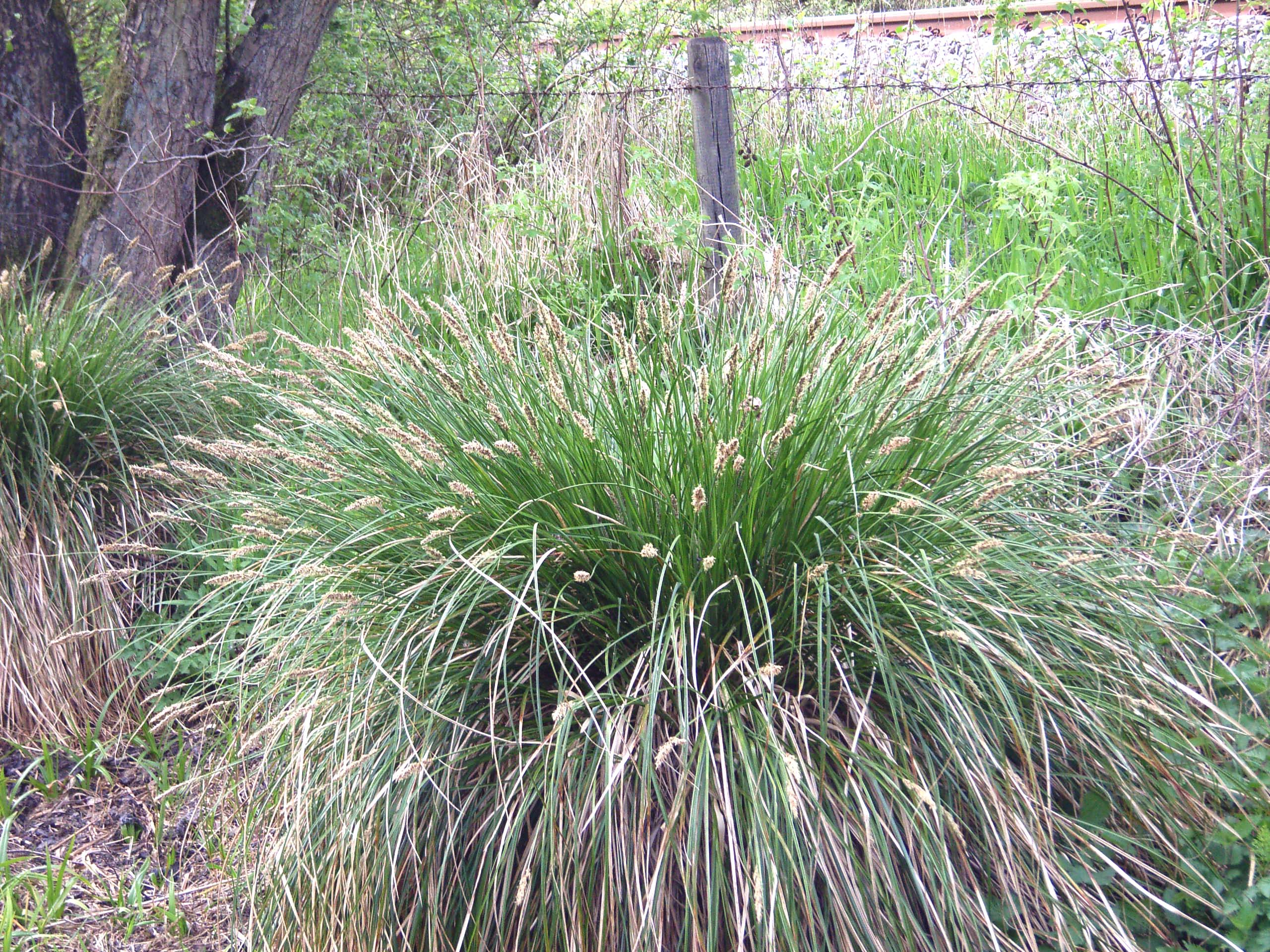
Trs ostřice latnaté
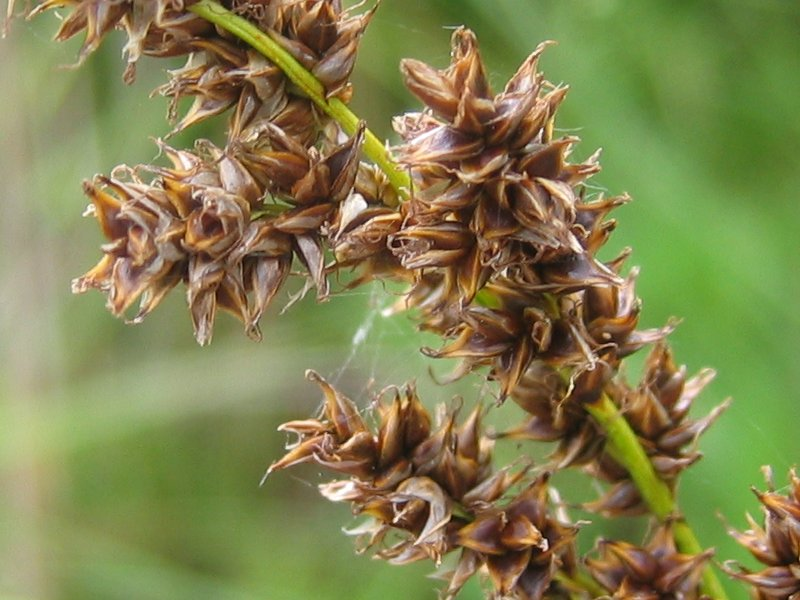
Detail klásků